# Стрибки у воду на Чемпіонаті світу з водних видів спорту 2022 — трамплін, 3 метри (чоловіки)
Змагання зі стрибків у воду з триметрового трампліна серед чоловіків на Чемпіонаті світу з водних видів спорту 2022 відбулися 27 і 28 червня 2022 року.

## Результати
Попередній раунд розпочався 27 червня о 09:00 за місцевим часом. Півфінал розпочався 27 червня о 16:00 за місцевим часом. Фінал відбувся 28 червня о 16:00 за місцевим часом.
Зеленим позначено фіналістів
Блакитним позначено півфіналістів
| Місце | Стрибун                 | Країна                   | Попередній раунд | Попередній раунд | Півфінал         | Півфінал         | Фінал            | Фінал            |
| Місце | Стрибун                 | Країна                   | Очки             | Місце            | Очки             | Місце            | Очки             | Місце            |
| ----- | ----------------------- | ------------------------ | ---------------- | ---------------- | ---------------- | ---------------- | ---------------- | ---------------- |
| 1     | Ван Цзунюань            | Китай                    | 492.00           | 1                | 547.95           | 1                | 561.95           | 1                |
| 2     | Цао Юань                | Китай                    | 418.55           | 3                | 482.50           | 2                | 492.85           | 2                |
| 3     | Джек Лафер              | Велика Британія          | 457.80           | 2                | 469.65           | 3                | 473.30           | 3                |
| 4     | Луїс Урібе              | Колумбія                 | 402.55           | 4                | 411.70           | 4                | 457.15           | 4                |
| 7     | Жуль Бує                | Франція                  | 384.75           | 12               | 406.90           | 6                | 421.70           | 7                |
| 9     | Джордан Гаулден         | Велика Британія          | 385.35           | 11               | 397.15           | 7                | 390.60           | 9                |
| 5     | Алексі Жандар           | Франція                  | 401.60           | 6                | 394.40           | 8                | 427.50           | 5                |
| 12    | Харукі Суяма            | Японія                   | 364.45           | 18               | 392.75           | 9                | 344.90           | 12               |
| 10    | Rafael Fogaça           | Бразилія                 | 397.30           | 7                | 383.35           | 10               | 365.40           | 10               |
| 8     | Ґійом Дютуа             | Швейцарія                | 370.55           | 15               | 361.20           | 11               | 394.10           | 8                |
| 6     | Сакаї Сьо               | Японія                   | 401.95           | 5                | 360.95           | 12               | 424.00           | 6                |
| 11    | Альберто Аревало        | Іспанія                  | 378.40           | 13               | 356.95           | 13               | 360.50           | 11               |
| 13    | Моріц Веземанн          | Німеччина                | 390.35           | 9                | 408.15           | 5                | Знявся           | Знявся           |
| 14    | Лоренцо Марсалья        | Італія                   | 369.10           | 16               | 355.50           | 14               | Завершили виступ | Завершили виступ |
| 15    | Йона Найт-Віздом        | Ямайка                   | 391.65           | 8                | 354.65           | 15               | Завершили виступ | Завершили виступ |
| 16    | Рейнеріо Ескалона       | Куба                     | 366.70           | 17               | 327.05           | 16               | Завершили виступ | Завершили виступ |
| 17    | Алекс Гарт              | Австрія                  | 371.90           | 14               | 325.40           | 17               | Завершили виступ | Завершили виступ |
| 18    | Себастьян Моралес       | Колумбія                 | 389.30           | 10               | 315.30           | 18               | Завершили виступ | Завершили виступ |
| 19    | Джонатан Суков          | Швейцарія                | 364.40           | 19               | Завершили виступ | Завершили виступ | Завершили виступ | Завершили виступ |
| 20    | Тайлер Даунс            | США                      | 362.55           | 20               | Завершили виступ | Завершили виступ | Завершили виступ | Завершили виступ |
| 21    | Ніколас Гарсія          | Іспанія                  | 360.35           | 21               | Завершили виступ | Завершили виступ | Завершили виступ | Завершили виступ |
| 22    | Брайден Гетті           | Канада                   | 360.00           | 22               | Завершили виступ | Завершили виступ | Завершили виступ | Завершили виступ |
| 23    | Еммануель Васкес        | Пуерто-Рико              | 358.60           | 23               | Завершили виступ | Завершили виступ | Завершили виступ | Завершили виступ |
| 24    | Джонатан Рувалькаба     | Домініканська Республіка | 358.45           | 24               | Завершили виступ | Завершили виступ | Завершили виступ | Завершили виступ |
| 25    | Лоу Массенберг          | Німеччина                | 353.80           | 25               | Завершили виступ | Завершили виступ | Завершили виступ | Завершили виступ |
| 26    | Франдіель Гомес         | Домініканська Республіка | 351.75           | 26               | Завершили виступ | Завершили виступ | Завершили виступ | Завершили виступ |
| 27    | Йолотль Мартінес        | Мексика                  | 350.15           | 27               | Завершили виступ | Завершили виступ | Завершили виступ | Завершили виступ |
| 28    | Семюел Фрікер           | Австралія                | 347.30           | =28              | Завершили виступ | Завершили виступ | Завершили виступ | Завершили виступ |
| 29    | Yi Jaeg-yeong           | Південна Корея           | 347.30           | =28              | Завершили виступ | Завершили виступ | Завершили виступ | Завершили виступ |
| 30    | Донато Неглія           | Чилі                     | 347.15           | 30               | Завершили виступ | Завершили виступ | Завершили виступ | Завершили виступ |
| 31    | Карсон Тайлер           | США                      | 346.75           | 31               | Завершили виступ | Завершили виступ | Завершили виступ | Завершили виступ |
| 32    | Лі Шисінь               | Австралія                | 344.90           | 32               | Завершили виступ | Завершили виступ | Завершили виступ | Завершили виступ |
| 33    | Чаванват Джунтапхадавон | Таїланд                  | 333.70           | 33               | Завершили виступ | Завершили виступ | Завершили виступ | Завершили виступ |
| 34    | Мохаб Ісхак             | Єгипет                   | 329.25           | 34               | Завершили виступ | Завершили виступ | Завершили виступ | Завершили виступ |
| 35    | Мухаммад Сіяфік Путех   | Малайзія                 | 327.35           | 35               | Завершили виступ | Завершили виступ | Завершили виступ | Завершили виступ |
| 36    | Джованні Точчі          | Італія                   | 327.00           | 36               | Завершили виступ | Завершили виступ | Завершили виступ | Завершили виступ |
| 37    | Атанасіос Цірікос       | Греція                   | 322.85           | 37               | Завершили виступ | Завершили виступ | Завершили виступ | Завершили виступ |
| 38    | Анджей Жешутек          | Польща                   | 315.35           | 38               | Завершили виступ | Завершили виступ | Завершили виступ | Завершили виступ |
| 39    | Теофілос Афтінос        | Греція                   | 312.20           | 39               | Завершили виступ | Завершили виступ | Завершили виступ | Завершили виступ |
| 40    | Дієго Каркін            | Чилі                     | 312.15           | 40               | Завершили виступ | Завершили виступ | Завершили виступ | Завершили виступ |
| 41    | Сандро Мелікідзе        | Грузія                   | 302.05           | 41               | Завершили виступ | Завершили виступ | Завершили виступ | Завершили виступ |
| 42    | Лаєм Стоун              | Нова Зеландія            | 296.60           | 42               | Завершили виступ | Завершили виступ | Завершили виступ | Завершили виступ |
| 43    | Торніке Онікашвілі      | Грузія                   | 284.25           | 43               | Завершили виступ | Завершили виступ | Завершили виступ | Завершили виступ |
| 44    | Хесус Гонсалес          | Венесуела                | 283.90           | 44               | Завершили виступ | Завершили виступ | Завершили виступ | Завершили виступ |
| 45    | Хоан Морель             | Куба                     | 281.30           | 45               | Завершили виступ | Завершили виступ | Завершили виступ | Завершили виступ |
| 46    | Фрейзер Тавенер         | Нова Зеландія            | 276.10           | 46               | Завершили виступ | Завершили виступ | Завершили виступ | Завершили виступ |
| 47    | Даріюш Лотфі            | Австрія                  | 274.20           | 47               | Завершили виступ | Завершили виступ | Завершили виступ | Завершили виступ |
| 48    | Абдулрахман Аббас       | Кувейт                   | 269.05           | 48               | Завершили виступ | Завершили виступ | Завершили виступ | Завершили виступ |
| 49    | Кевін Муньйос           | Мексика                  | 265.95           | 49               | Завершили виступ | Завершили виступ | Завершили виступ | Завершили виступ |
| 50    | Данило Коновалов        | Україна                  | 260.65           | 50               | Завершили виступ | Завершили виступ | Завершили виступ | Завершили виступ |
| 51    | Чев Ївей                | Малайзія                 | 255.65           | 51               | Завершили виступ | Завершили виступ | Завершили виступ | Завершили виступ |
| 52    | Давід Екдаль            | Швеція                   | 250.10           | 52               | Завершили виступ | Завершили виступ | Завершили виступ | Завершили виступ |
| 53    | Мостафа Реяд            | Єгипет                   | 238.70           | 53               | Завершили виступ | Завершили виступ | Завершили виступ | Завершили виступ |
| 54    | Рафаел Боржес           | Бразилія                 | 236.30           | 54               | Завершили виступ | Завершили виступ | Завершили виступ | Завершили виступ |
| 55    | Камронбек Ходжимов      | Узбекистан               | 106.65           | 55               | Завершили виступ | Завершили виступ | Завершили виступ | Завершили виступ |